# Raoul Péret

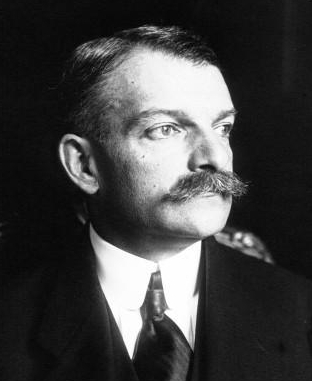
Raoul Péret (1917)

Raoul Adolphe Péret (* 29. November 1870 in Châtellerault; † 22. Juli 1942 in Saint-Mandé) war ein französischer Jurist und Politiker der Dritten Republik. Er war von 1920 bis 1924 sowie von 1926 bis 1927 Präsident der Abgeordnetenkammer und bekleidete zwischen 1914 und 1930 mehrmals Ministerposten.

## Leben
Péret wurde als Sohn eines Juristen geboren, der zunächst als Generalstaatsanwalt am Appellationshof und später als Magistratsmitglied am Kassationshof in Poitiers tätig war. Nach dem Schulbesuch absolvierte er ein Studium der Philologie und der Rechtswissenschaft an der Universität Poitiers. Im Anschluss an sein Studium arbeitete er als Rechtsanwalt und im Jahre 1893 war er als Referent für den Justizminister Eugène Guérin tätig. Zwei Jahre später wurde er zum Doktor der Rechte promoviert. Von 1896 bis 1902 wirkte er als stellvertretender Staatsanwalt in Auxerre.
Seine juristische Laufbahn führte Péret schließlich zur Politik. Von 1901 bis 1942 amtierte er als Bürgermeister von Vendeuvre-du-Poitou (Département Vienne) und von 1901 bis 1935 war er auch Mitglied des Generalrates des Kantons Neuville-de-Poitou, dem er von 1920 bis 1925 als Präsident vorstand. Im Mai 1902 wurde er in die Abgeordnetenkammer gewählt, der er ohne Unterbrechung und fast ausschließlich als Mitglied der Radikalen Linken bis 1927 angehörte. In der Abgeordnetenkammer (Chambre des députés) bekleidete er von 1919 bis 1920 das Amt des Vizepräsidenten und vom 12. Februar 1920 bis zum 31. Mai 1924 sowie erneut vom 22. Juli 1926 bis zum 11. Januar 1927 das Amt des Präsidenten. 1921 hielt er im Parlament eine Rede, in der er die Nachteile Frankreichs kritisierte, die aus dem Versailler Vertrag hervorgegangen waren. Des Weiteren vermittelte er nach dem Rücktritt von Georges Leygues zwischen den Rivalen Aristide Briand und Raymond Poincaré, um beide zu einer gemeinsamen Regierung zu bewegen. Sein Kompromissversuch scheiterte jedoch.
Pérets erstmaliger Eintritt in die Regierung erfolgte am 9. Dezember 1913, als er in dem von Gaston Doumergue geführten Kabinett zum Unterstaatssekretär im Innenministerium ernannt wurde. Vom 17. März 1914 bis zum Rücktritt der Regierung Anfang Juni 1914 amtierte er als Minister für Handel, Industrie, Post und Telegraphie. Nach Ausbruch des Ersten Weltkrieges diente er kurzzeitig als Offizier für die Präfektur in Vienne, wandte sich dann aber wieder dem politischen Leben zu und übte vom 12. September bis zum 16. November 1917, während der zweimonatigen Amtszeit von Paul Painlevé, die Funktion des Justizministers aus.
Am 26. März 1926 wurde Péret als Finanzminister in das neunte Kabinett Briand berufen. Der andauernden Finanzkrise versuchte er mit Steuererhöhungen zu begegnen, doch vermochte er nicht die stetig steigende Inflationsrate aufzuhalten und das Haushaltsdefizit zu senken, woraufhin er am 23. Juni 1926 wieder aus der Regierung ausschied und als Finanzminister von Joseph Caillaux abgelöst wurde. Ab 1927 war er Senator für das Département Vienne.
Am 2. März 1930 wurde Péret erneut Justizminister, nunmehr in der von André Tardieu geleiteten Regierung. Obwohl Tardieu sich für ihn einsetzte, endete seine Amtszeit bereits am 16. November 1930, als er aufgrund der „Oustric-Affäre“ zurücktrat. Während seiner Tätigkeit als Finanzminister 1926 hatte er den Bankier Albert Oustric beraten, dessen Spekulationen in der Folge zu einer Bankenkrise führten. Mit seinem Rücktritt, der insbesondere aufgrund der Angriffe der Sozialisten und Radikalsozialisten erfolgte, übernahm er die politische Verantwortung. Der Fall wurde in einem Untersuchungsausschuss aufgearbeitet, der ihn am 30. Dezember 1930 von seiner Schuld freisprach. Dem folgte am 24. Juli 1931 ein Freispruch durch den Obersten Gerichtshof. Dennoch war dies eine Zäsur für seine politische Laufbahn, wurde er doch zuvor bereits als möglicher Kandidat für das Amt des Präsidenten gehandelt. 1936 endete schließlich seine politische Karriere, als er aus dem Senat ausschied.
Des Weiteren war Péret von 1922 bis 1932 Präsident des französischen Kinderschutzbundes Union française pour le sauvetage de l’enfance (UFSE).